# Alessandra García
Alessandra García (Málaga, 1984) es una actriz, directora, profesora de interpretación, performer y coreógrafa española. Recibió en 2022, el Premio Ojo Crítico a las artes escénicas y el Premio Max de Artes Escénicas al espectáculo revelación.

## Trayectoria
Es licenciada en interpretación textual por la Escuela Superior de Arte Dramático de Málaga (ESAD). Creadora, docente y performer, cuyo trabajo se centra en el teatro postdramático y participativo. Comenzó su carrera con la compañía Cía. Bajotierra, junto a Alberto Cortés, desarrollando un teatro contemporáneo con base en el humor.
A lo largo de su trayectoria, ha explorado la performance y realizado diversos proyectos en el ámbito de la educación artística. Su enfoque se aparta del teatro tradicional, orientándose hacia el arte contemporáneo, con el objetivo de romper las normas escénicas e involucrar al público en el proceso creativo.
Desde 2023, dirige el Festival Autóctonxs de Málaga, que promueve el talento local y se celebra en el Teatro del Soho, destacando nuevos lenguajes y disciplinas en las artes escénicas y contribuyendo a crear un tejido cultural para la ciudad. Ese mismo año, colaboró con Antonio Banderas en el teatro en un encuentro centrado en la formación en artes escénicas, donde se abordaron temas como el futuro del teatro, la diversidad en escena y los retos que enfrentan los artistas, dando espacio a las inquietudes de los estudiantes sobre sus carreras.
En 2024 lanzó el libro Oú, un trabajo de investigación y teatro documental para al recuperación de la memoria democrática que recrea la manifestación del 4 de diciembre de 1977 en Andalucía por la defensa de la autonomía, en la que murió el sindicalista Manuel José García Caparrós, y que muestra el proceso para convertir el texto en una pieza escénica.
Como parte del reparto de Orlando, interpreta los papeles de la Archiduquesa y Lady R, en la adaptación de la novela de Virginia Wolf dirigida por Marta Pazos y producido por el Centro Dramático Nacional para el Teatro María Guerrero de Madrid.

## Premios y reconocimientos
Por su espectáculo Mujer en cinta de correr sobre fondo negro recibió el premio a la mejor interpretación en VI Premios Ateneo y el galardón al Mejor espectáculo revelación en los XXV Premios Max de Artes Escénicas, además de ser finalista a mejor actriz y mejor autoría revelación. Recibió también por el mismo espectáculo, el Premio El Ojo Crítico de Teatro 2022 por su enfoque artístico innovador y su compromiso con los problemas sociales, su postura política y la capacidad de reflexión.